# پایان (فیلم ۱۹۹۲)
پایان 
(به تلوگویی: Antham) فیلمی است محصول سال ۱۹۹۲ و به کارگردانی رام گوپال وارما است. در این فیلم بازیگرانی همچون آکینی ناگرجونا، اورمیلا ماتوندکار، دنی دنزونگپا و سیلک سمیتا ایفای نقش کرده‌اند.